# Aechmea germinyana
Espèce
Classification phylogénétique
Statut de conservation UICN

 LC : Préoccupation mineure
Aechmea germinyana est une espèce de plantes à fleurs de la famille des Bromeliaceae qui se rencontre en Colombie et au Panama.

## Synonymes
- Bromelia daguensis C.Chev. [invalide][1] ;
- Chevaliera germinyana Carrière[1].

## Distribution
L'espèce se rencontre en Colombie et au Panama.